# Bernardo Sánchez Bascuñana
Bernardo Sánchez Bascuñana (Carrión de los Céspedes, provincia de Sevilla, 1905-Granada, 1972) fue el verdugo titular de la Audiencia Territorial de Sevilla (España) entre los años 1949 y 1972.

## Biografía
Natural de Carrión de los Céspedes, en la provincia de Sevilla, tuvo una infancia difícil, ya que su madre murió cuando era niño. A los doce años hubo de salir de casa a buscarse la vida, criándose «derecho como una parra» (las parras son retorcidas, alude a las dificultades que pasó y cómo las afrontó), según contaba el mismo Bernardo en el documental Queridísimos verdugos, de Basilio Martín Patino.
Se encontraba en Granada por su trabajo cuando estalló la guerra civil española. Inmediatamente ingresó en la Guardia Civil e hizo la guerra en el bando sublevado, sirviendo en los puestos de Cacín, Loja y en la Guardería de Aguas de la Confederación Hidrográfica del Guadalquivir.
En 1949, habiendo quedado vacante la plaza de verdugo de Sevilla, decidió abandonar la Benemérita y solicitar el puesto, lo que le fue concedido por el Ministerio de Justicia. Según parece, el anterior verdugo de Sevilla, Bartolomé Casanueva Ramírez «Bartolo», había muerto meses antes en un suceso sobre el que la censura franquista corrió un tupido velo, motivado por una represalia anarquista.
En total, durante su periodo de ejercicio, diecinueve reos fueron «traspasados a la eternidad» (por utilizar la terminología del propio Bernardo) en Andalucía, Extremadura, Baleares y Canarias, donde ejecutó a Juan García Suárez «El Corredera». Siempre empleó el mismo garrote, un modelo antiguo de mediados del siglo XIX, y llegó a solicitar su ingreso en la orden de los Franciscanos.
Falleció el 25 de marzo de 1972, víctima de un cáncer, en la ciudad de Granada, poco después de haber participado, con los extremeños Antonio López Sierra y Vicente López Copete, en el rodaje de Queridísimos verdugos, el citado documental sobre los «ejecutores de sentencias» que ejercían en España. Su puesto como verdugo titular de la Audiencia de Sevilla fue ocupado por el sevillano José Monero Renomo, quien habría de ejecutar en Tarragona a Heinz Chez.
Decía a los reos antes de ajusticiarlos: "Dichoso tú que atraviesas el umbral de la eternidad quien estuviera en tu lugar" y seguidamente apretaba el garrote vil.

## Reos ejecutados por Bernardo Sánchez Bascuñana
- María Domínguez Martínez[6] (Huelva, 23 de mayo de 1949)

- Antonio Riera Tur «Porchillo» (Ibiza, 25 de julio de 1949)
- Domingo Belmonte López "Garrucha"(Melilla, junio de 1949)[5]
- El «Gitano» Rodríguez (Badajoz, 24 de julio de 1950) con Antonio López Sierra en calidad de aprendiz y ayudante.
- José Muñoz Lozano (Granada, 26 de enero de 1953)
- Hilario José Martínez Aranda (Sevilla, 31 de enero de 1953)
- Dionisio Habas Rodríguez (Sevilla, 31 de enero de 1953)
- Miguel García Vázquez (Sevilla, 31 de enero de 1953)
- Félix Ricardo García Arellano (Sevilla, 23 de marzo de 1953)
- Manuel Doroteo Durán Gordillo (Sevilla, 23 de marzo de 1953)
- Jesús Silva Partido (Badajoz, 18 de junio de 1955)
- Antonio Hernández Jiménez (Granada, junio de 1955)
- Juan Vázquez Pérez[7] (Sevilla, 4 de abril de 1956)
- Antonio Pérez Gómez[7] (Sevilla, 4 de abril de 1956)
- Francisco Castro, «El Tarta»[7] (Sevilla, 4 de abril de 1956)
- Francisco Abril Spínola (Sevilla, 31 de octubre de 1959)
- Rafael Romero Peña (20 de febrero de 1960)
- Rafael Pino Cordón (20 de febrero de 1960)
- Juan García Suárez[8] (a) «El Corredera» (Las Palmas, 19 de octubre de 1959)